# Pyrodictium abyssi
A Pyrodictium abyssi egy Archaea faj a Pyrodictium nemben. Az archeák – ősbaktériumok – egysejtű, sejtmag nélküli prokarióta szervezetek. Heterotróf, tengeri archaea, hipertermofil képes nőni 110 °C-nál. Típustörzse AV2 (DSM 6158).

## Fordítás
- Ez a szócikk részben vagy egészben  a   Pyrodictium abyssi című angol Wikipédia-szócikk fordításán alapul.  Az eredeti cikk szerkesztőit annak laptörténete sorolja fel. Ez a jelzés csupán a megfogalmazás eredetét és a szerzői jogokat jelzi, nem szolgál a cikkben szereplő információk forrásmegjelöléseként.